# 구림씨
구림씨(중국어 정체자: 丘林氏, 병음: Qiūlín)는 기원전 4세기부터 기원후 2세기까지 북아시아에 존재했던 유목제국 흉노의 성씨 중 하나이며, 연제씨(攣鞮氏), 호연씨(呼衍氏), 수복씨(須卜氏), 난씨(蘭氏)와 함께 흉노의 5개 부족을 형성하였다.
이후 구림은 5세기 무렵, 선비족 국가 북위의 한화 정책에 따라 허난성과 안후이성으로 내려갔으며, 구림씨를 임씨(林氏)로 바꾸었다.

## 같이 보기
- 흉노
- 북위